# Maria Lluïsa Oliveras i Andreu
Maria Lluïsa Oliveras i Andreu (Barcelona, 26 de juny de 1914 - Barcelona, 8 de juny de 2000) fou una atleta catalana especialitzada en proves de mig fons, considerada una de les pioneres de l'atletisme català.
Va ser la primera dona campiona d'Espanya de mig fons en vèncer l'any 1931 en la prova de 600 metres amb una marca de 2.14,2 minuts, rècord de Catalunya de l'època. També va establir el rècord de Catalunya en la prova de 500 metres, amb un temps de 1.38,2 minuts.
L'any 1997 va rebre la medalla de Forjadora de la Història Esportiva de Catalunya.

## Vida privada
Casada amb Miquel Consegal i Boix, destacat atleta, els seus fills també van ser grans esportistes.

## Palmarès
- 1 Campionat d'Espanya de 600 metres llisos: 1931